# Tofieldia thibetica
Tofieldia thibetica är en kärrliljeväxtart som beskrevs av Adrien René Franchet. Tofieldia thibetica ingår i släktet kärrliljor, och familjen kärrliljeväxter. Inga underarter finns listade.